# HD 10874
HD 10874 — бело-жёлтая звезда главной последовательности, находящаяся в созвездии Андромеда на расстоянии приблизительно 176,34 св. лет от Земли. По состоянию на 2007 год, радиус звезды оценивается в 2,38 солнечного радиуса. Исходя из отрицательной радиальной скорости, звезда приближается к Солнцу. Возраст звезды оценивается в 2—2,2 млрд лет. Планет у HD 10874 обнаружено не было. Звезда видима на небе невооружённым глазом.